# Akryci
Akryci – rodzaj nieregularnych, samodzielnych (niewchodzących w struktury armii) wojsk bizantyjskich, działających od IX do XIII wieku, głównie na pogranicznych terenach w Azji Mniejszej i Armenii. Żołnierze ci słynęli z odwagi, szybkości działania, opanowania rzemiosła wojennego. Skutecznie powstrzymywali Arabów, lecz nie zawsze pozostawali lojalni wobec cesarza.